# 歌 (SURFACEの曲)
『歌』（うた）は、2002年7月31日に発売されたSURFACEの13枚目のシングル。

## 解説
2002年唯一のシングル。テレビ朝日系バラエティ番組「Matthew's Best Hit TV」エンディングテーマ。

## 収録曲
1. 歌
作詞:椎名慶治、作曲:永谷喬夫、編曲:SURFACE
2. Y字路
作詞:椎名慶治、作曲:永谷喬夫、編曲:SURFACE
3. 歌 ～instrumental～